# Marko Zaror
Marko Zaror, né le 10 juin 1978 à Santiago, est un pratiquant d'arts martiaux, cascadeur et acteur chilien.
Il est notamment la doublure pour les cascades de Dwayne Johnson dans Bienvenue dans la jungle et connu pour jouer dans Machete Kills en 2013 et plus récemment dans John Wick : Chapitre 4 en 2023.

## Biographie
Marko Zaror naît le 10 juin 1978 à Santiago. Il débute au cinéma en 1998, d'abord dans des films hispanophones. 
En 2004 il remporte le Taurus World Stunt Award dans la catégorie Best Overall Stunt by a Stunt Man pour ses cascades dans Bienvenue dans la jungle de Peter Berg, film dans lequel il est la doublure de Dwayne Johnson.
En 2006 il a le rôle principal dans Kiltro d'Ernesto Díaz Espinoza (en), un réalisateur qu'il retrouve à plusieurs reprises, avec Mirageman en 2007, Mandrill en 2009, Redeemer (en) en 2014. En 2019, il joue dans Alita: Battle Angel de Robert Rodriguez.
En 2023 il travaille une fois de plus avec  Ernesto Díaz Espinoza dans The Fist of the Condor (en) (El Puño del Cóndor), un film pour lequel il est à la fois acteur, coordinateur des combats et producteur. Cette même année il interprète face à Keanu Reeves un adversaire de John Wick dans le quatrième film de la franchise.

## Filmographie

### Acteur

#### Cinéma
- 1998 : Juan Camaney en Acapulco de Víctor Manuel Castro (en) : Kaoma
- 2001 : Hard As Nails de Brian Katkin (vidéo) : Garde du corps russe #1
- 2002 : Into the Flames de Carlos Victorica Reyes : Max
- 2006 : Kiltro d'Ernesto Díaz Espinoza (en) : Zami
- 2006 : Ángeles S.A. (en) d'Eduard Bosch : Ange #3
- 2007 : Mirageman  d'Ernesto Díaz Espinoza (en) : Maco Gutiérrez / Mirageman
- 2009 : Chinango de Peter Van Lengen : Braulio Bo
- 2009 : Mandrill  d'Ernesto Díaz Espinoza (en) : Antonio Espinoza / Mandrill
- 2010 : Un seul deviendra invincible : Rédemption d'Isaac Florentine (vidéo) : Raul 'Dolor' Quinones
- 2010 : Mitos y Leyendas: La Nueva Alianza de Jose Luis Guridi : Marimoto
- 2013 : Machete Kills de Robert Rodriguez : Zaror
- 2014 : Redeemer (en) d'Ernesto Díaz Espinoza (en) : Pardo
- 2016 : Sultan d'Ali Abbas Zafar (en) : Marcus
- 2017 : Chien sauvage (en) (Savage Dog) de Jesse V. Johnson (en) : Rastignac
- 2019 : Alita: Battle Angel de Robert Rodriguez : Ajakutty
- 2020 : Invincible de Daniel Zirilli : Brock Cortez
- 2021 : Green Ghost and the Masters of the Stone de Michael D. Olmos : Drake
- 2023 : The Fist of the Condor (en) (El Puño del Cóndor) d'Ernesto Díaz Espinoza (en) : El Guerrero
- 2023 : John Wick : Chapitre 4 de Chad Stahelski : Chidi
- 2024 : The Killer's Game de J. J. Perry : Botas
- 2025 : Fight or Flight de James Madigan : Chayenne
- prévue pour 2115 (tourné en 2015) : 100 Years (100 Years: The Movie You Will Never See) : le Mauvais garçon

#### Télévision
- 2007 : Casado con Hijos (en) : Marko Zaror (saison 3, 2 épisodes)
- 2016 : Guide de survie d'un gamer (saison 2, épisode 3)
- 2016 : Une nuit en enfer, la série (From Dusk till Dawn) : Zolo (saison 3, 3 épisodes)
- 2017 : The Defenders (mini-série) : Shaft (épisode 1)

### Cascadeur
- 2001 : Hard As Nails de Brian Katkin (vidéo)
- 2003 : Bienvenue dans la jungle de Peter Berg
- 2006 : Kiltro d'Ernesto Díaz Espinoza (en)
- 2006 : Ángeles S.A. d'Eduard Bosch
- 2007 : Santos (en) de Nicolás López
- 2007 : Mirageman d'Ernesto Díaz Espinoza
- 2009 : Shorts de Robert Rodriguez
- 2009 : Mandrill d'Ernesto Díaz Espinoza
- 2010 : Drama de Matias Lira
- 2014 : Redeemer (en) d'Ernesto Díaz Espinoza
- 2019 : Gemini Man d'Ang Lee
- 2019 : Acceleration (en) de Michael Merino et Daniel Zirilli
- 2021 : Green Ghost and the Masters of the Stone de Michael D. Olmos